# Beesat-2
BeeSat-2 (англ. Berlin Experimental and Educational SATellite — Берлинский экспериментальный и обучающий спутник) — малый спутник форм-фактора CubeSat 1U, созданный сотрудниками и студентами Берлинского технического университета на базе платформы спутника BeeSat. Основная задача космического аппарата — проверка работы инновационной системы ориентации и её техническая оценка в условиях космического пространства.
Запуск состоялся 19 апреля 2013 в 10:00 UTC (14:00 по московскому времени) ракетой-носителем Союз-2.1а с космодрома Байконур. BeeSat-2 был закреплён на поверхности спутника Бион-М №1 совместно с другими малыми космическими аппаратами: АИСТ № 2, BeeSat-3, Dove-2, OSSI-1, SOMP и успешно отделился 21 апреля.